# Animantarx
Animantarx là một chi khủng long, được Carpenter Kirkland Burge & Bird mô tả khoa học năm 1999.